# Aegidienfreiheit

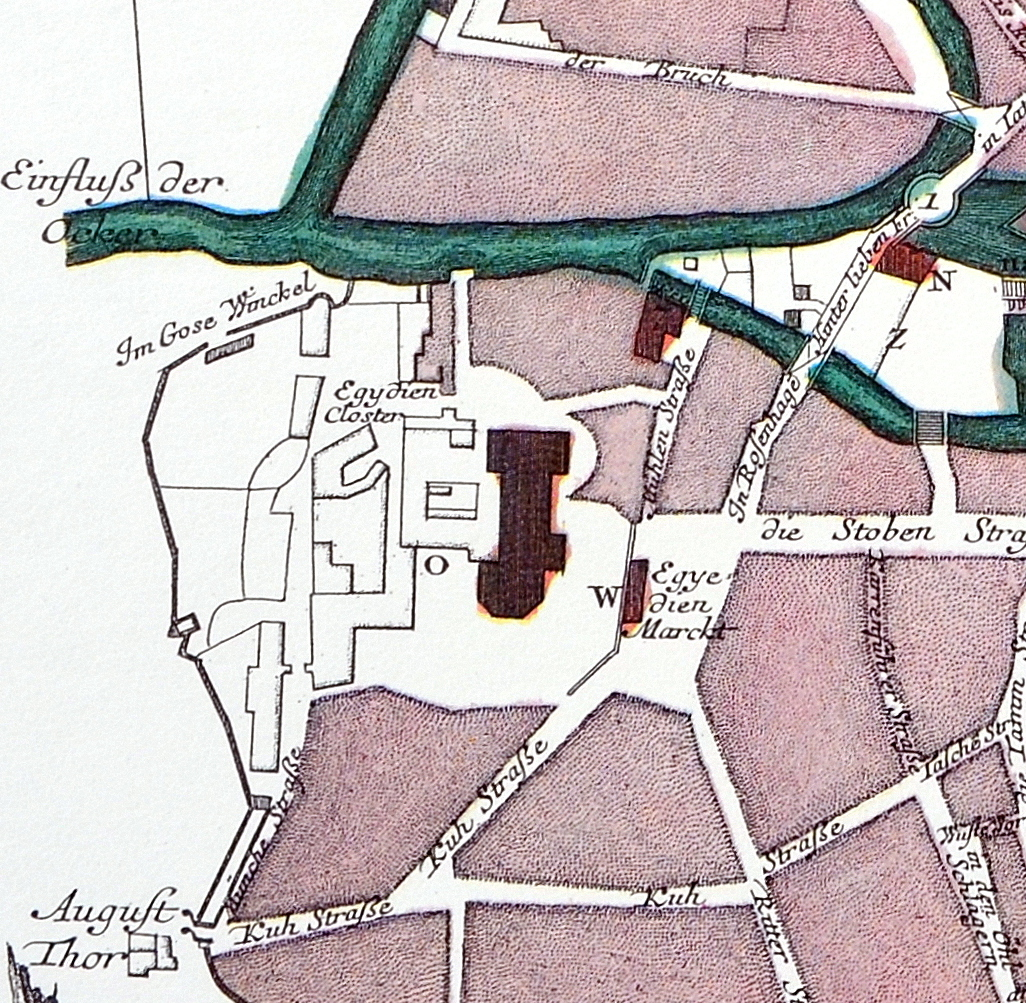
Ausschnitt aus dem „Plan der Stadt Braunschweig“ von Albrecht Heinrich Carl Conradi um 1755, mit der Aegidienfreiheit. Abgebildet sind unter anderem: Aegidienkirche (Dunkelrot im Zentrum), links daneben das Aegidienkloster („O“), der Aegidienmarkt („W“), das Augusttor (Ecke links unten), verschiedene Okerarme (Dunkelgrün).

Die Aegidienfreiheit war neben der Burgfreiheit und dem Bezirk des Cyriakusstifts einer der Sonderrechtsbezirke der mittelalterlichen Stadt Braunschweig. Der um 1400 auch St. Ilienhof oder auch Klosterfreiheit genannte Bezirk lag im Süden der Stadt auf dem „Agiedienhügel“ oder „Köppeberg“, mit 76 m die höchste Erhebung der Innenstadt und umschloss das 1115 von der brunonischen Markgräfin Gertrud der Jüngeren von Braunschweig gegründete Aegidienkloster, dessen Gelände an das Weichbild Altewiek grenzte.

## Geschichte
Die Aegidienfreiheit wurde von mehreren Armen der damals noch relativ unreguliert durch die Stadt fließenden Oker umflossen und war wohl mit einer Mauer umschlossen, die aber wahrscheinlich ab dem Jahre 1200 durch die Stadtmauer überflüssig wurde. Durch das Klostertor, das Aegidientor und das Wassertor konnte man passieren. Zudem hatte die umlaufende Mauer vier Bergfriede, von denen einer „Schelle“ und ein anderer „Weißenburg“ genannt wurde. Innerhalb der Mauer befanden sich unter anderem die Kirche, das Kloster, der Ackerhof des Klosters, die Aegidienmühle, die Aegidienschule (die spätere Garnisonschule) sowie der etwas nordwestlich gelegene Ottilienteil. Im Norden schloss sich der Aegidienmarkt an, im Süden die Mönchsstraße.
Rechtlich gesehen gehörte die Aegidienfreiheit nicht zur Stadt Braunschweig, sondern handelte rechtlich eigenständig. Zwischen dem Beginn der Reformation in Braunschweig im Jahre 1528 und dem Verlust der städtischen Selbständigkeit im Jahre 1671 wurde die Aegidienfreiheit von einem städtischen Verwalter geleitet, da die Mönche das Kloster verlassen hatten. Ab 1615 existierte dort ein Frauenstift.